# Janneke van der Horst
Janneke van der Horst (1981) is een Nederlands journalist en schrijver. Ze was redacteur van het satirisch-literaire tijdschrift Propria Cures. Ze schreef wekelijks het feuilleton Julia voor HP/De Tijd en publiceerde regelmatig in NRC Handelsblad en was columnist voor Het Parool. In 2008 debuteerde ze met een bundel korte verhalen die haar een nominatie voor de Debutantenprijs opleverde. Ze heeft samen met schrijfster Stéphanie Hoogenberk de podcast De Shitshow.

## Publicaties
- Met de tank door de voordeur (samenstelling) (Nieuw Amsterdam, 2007)
- Ik weet hoe jongens huilen (korte verhalen) (Nieuw Amsterdam, 2008)
- Alle dagen Ajax, 2011